# Bristol Britannia
Bristol Type 175 Britannia  byl britský čtyřmotorový dopravní turbovrtulový letoun z 50. let 20. století. Počátky jeho vývoje spadají do konce 40. let, kdy byla požadována konstrukce letounu pro přepravu 32-48 pasažérů. První prototyp letounu (sériové číslo 12 873) s motory Proteus 625 po 2090 kW vzlétl 16. srpna 1952, za řízením byl A. J. „Bill“ Pegg. Letoun byl postupně upravován, vznikaly další modifikace a v roce 1956 vznikla verze 300 (Series 300). První komerční let však stroj absolvoval až roku 1957. Celkem bylo vyrobeno 85 kusů všech verzí.

## Vývoj

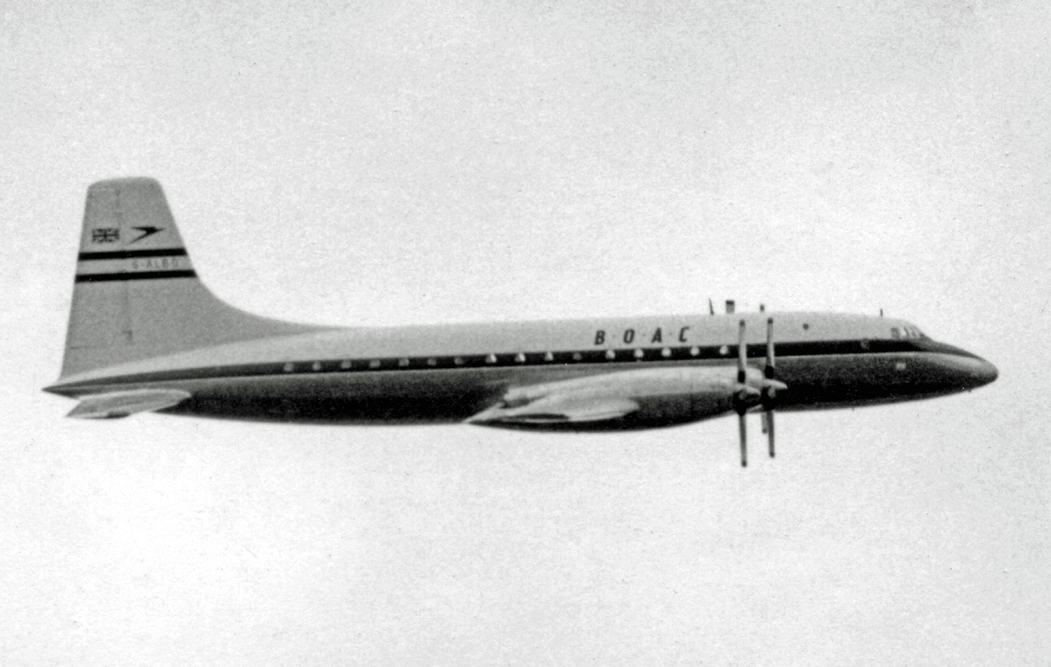
Prototyp Britannia 101 G-ALBO v barvách BOAC v roce 1953 na Farnborough Air Show

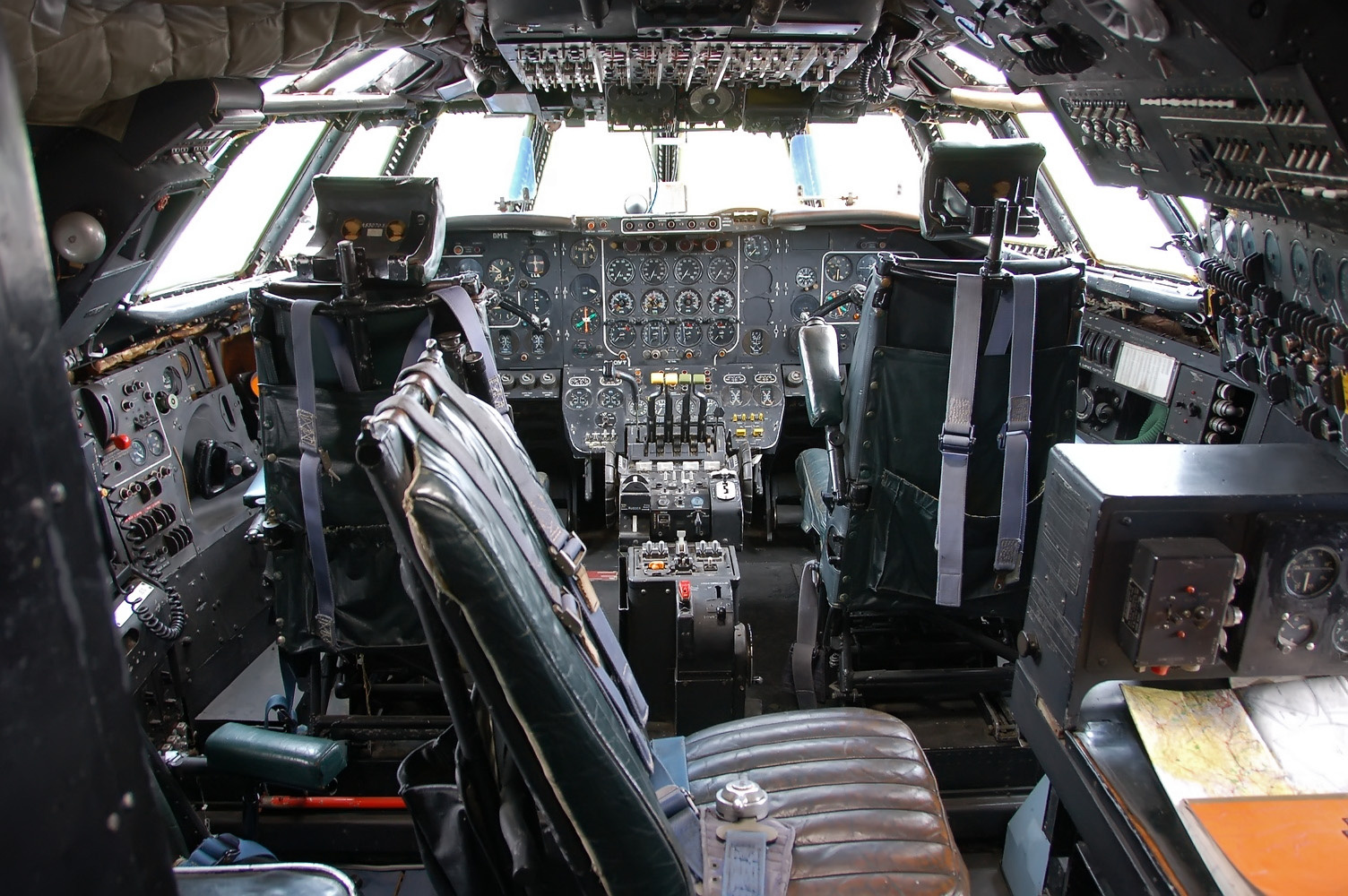
Kokpit stroje Britannia 312 G-AOVT

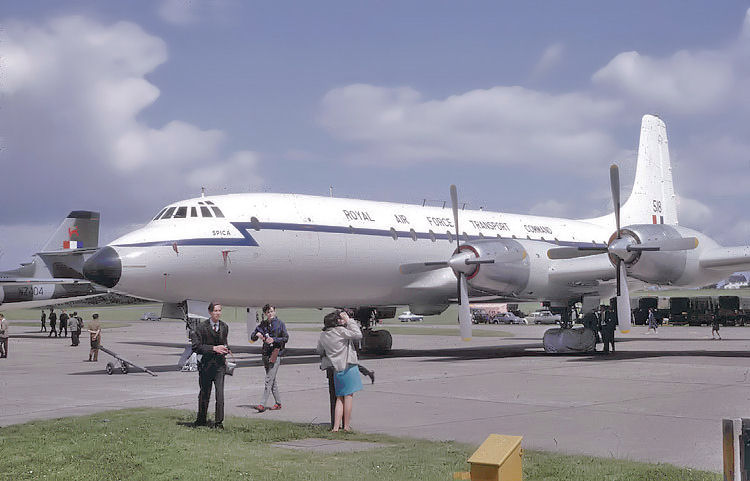
Bristol Britannia RAF v Bristolu v roce 1964

Dne 22. prosince 1953 se do letových zkoušek zapojil druhý prototyp (G-ALRX) (první mezitím již měl přes 200 letových hodin). Byly na něm již zapracovány všechny změny, které byly vyzkoušeny na Series 100 G-ALBO (mj. úpravy v řízení výškovky, změna profilu vnějších částí křídla, instalace jiných koncových oblouků, nové motorové gondoly či montáž motorů Proteus 705). Po přestavbě na výkonnější motory byla přeznačena na Series 101. Také již vcelku odpovídal budoucímu sériovému provedení, bylo instalováno přetlakování trupu a klimatizace, kabina cestujících byla vybavena 90 sedadly. Ale již při 24. zkušebním letu, 4. února 1954, došlo k poruše reduktoru pravého vnitřního motoru. Následovalo přetočení odlehčeného motoru, destrukce turbíny a požár. Pegg s letounem provedl bravurní nouzové přistání na břicho v rozbahněném ústí řeky Severn, přitom byl požár motoru uhašen. Stroj přitom utrpěl poměrně malé škody, ale než se jej podařilo vyprostit byl při přílivu z části zaplaven slanou mořskou vodou, která konstrukci draku narušila do té míry, že musel být jako neopravitelný odepsán. Nadále již nelétající stroj později ve Filtonu sloužil jako učební pomůcka při seznamování a výcviku nových osádek Britannií.
Poté byl i první prototyp dále upraven na úroveň odepsaného G-ALRX a dále na něm pokračovaly letové zkoušky (mj. i zkoušky provozu za vyšších okolních teplot, v tropickém klimatickém pásmu).
První sériová Britannie (Series 102, G-ANBA, výr. číslo 12 902) byla zalétávána od 5. září 1954, ale prototyp i nadále sloužil k různým testům, mj. na něm bylo zkoušeno nové odmrazování vstupních kanálů k motorům, později byl také použit jako létající zkušebna — firma Bristol vyvíjela nové, výkonnější motory Orion, které měly pohánět pozdější verze stroje (ty se nakonec neuskutečnily, pouze v Kanadě byly vyráběny stroje vyvinuté na základě typu Britannia, na který Kanaďané zakoupili licenci; šlo o vojenské hlídkové a protiponorkové stroje Canadair CL-28 Argus, poháněné pístovými motory Wright R-3350 po 2 760 kW, a Canadair CL-44, vyráběné jako nákladní CL-44D a dopravní CL-44J, ty ale poháněly turbovrtulové motory Rolls-Royce Tyne) po 4 276 kW. Právě při letových zkouškách Orionu posloužil první prototyp, který jej dostal na místo levého vnějšího motoru Proteus (na vývoj nakonec nenavázala sériová výroba, nešlo přitom ani tak o problémy technického či ekonomického rázu, ale vysloveně politického; firma Bristol přitom měla s uplatněním jména Orion vysloveně smůlu, poprvé bylo použito v polovině 40. let pro právě vyvíjený dvouhvězdicový zážehový šoupátkový osmnáctiválec, s očekávaným výkonem na úrovni 4 000 hp, tedy 2 982 kW, ale kvůli očekávané konkurenci lopatkových motorů byl vývoj zastaven ještě před dokončením prototypu tohoto motoru).
Letoun definitivně dolétal v prosinci 1960 (to již měl na svém kontě přes 1 800 letových hodin), kdy byl vyškrtnut z rejstříku — dne 30. prosince 1960 byl přelétnut z Filtonu na stanici RAF St. Athan (v té době měl vnitřní motory Proteus 705, pravý vnější Proteus 755 a jako levý vnější byl namontován prototyp motoru Bristol Orion), kde byl s evidenčním číslem 7708M používán jako nelétající učební pomůcka při výcviku pozemního personálu. V létě 1968 byl sešrotován.

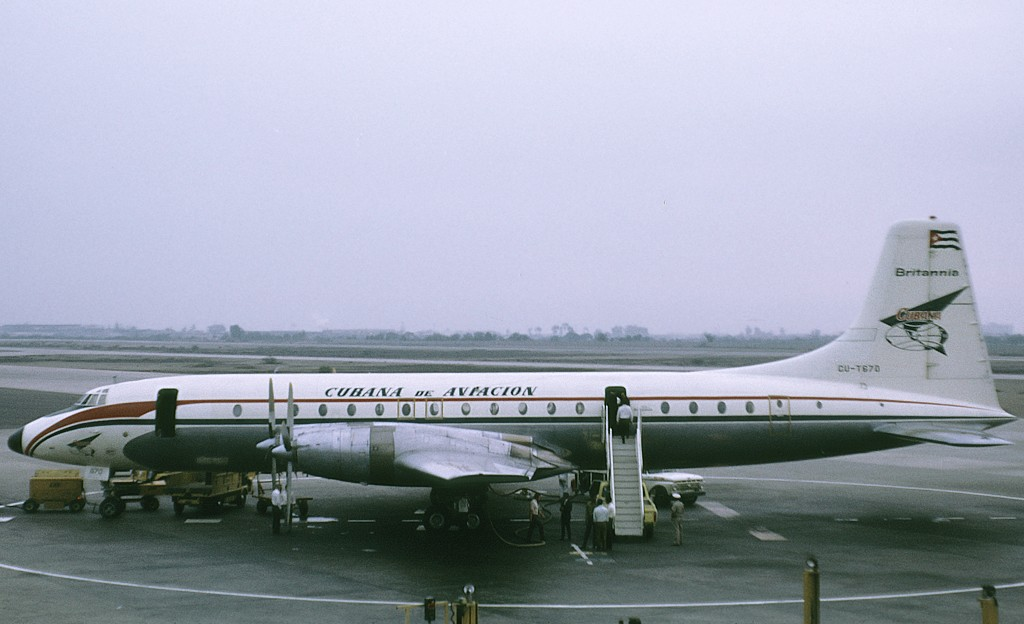
Cubana de Aviacion Britannia 318 (CU-T670) v Limě v Peru, 1972

V červnu 1955 již létaly další dvě Britannie, G-ANBB a G-ANBC, které spolu s následující G-ANBD konečně získaly oprávnění k provozu. První leteckou společností vlastnící nový letoun se stala 30. prosince 1955 společnost BOAC, která stroje G-ANBC a G-ANBD převzala na londýnském letišti. 4. dubna 1956 došlo k dalšímu zdržení nasazení Bristolu Britannia na pravidelné letecké linky. Při ověřovacím letu nad Ugandou v mracích došlo k vysazení dvou motorů a následnému nouzovému přistání. To již BOAC vlastnila šest dalších strojů. Téměř roční vyšetřování příčiny odhalilo zamrzání přívodu vzduchu ke kompresorům, které se vyřešilo zdokonaleným odledováním vzduchových kanálů horkým vzduchem. S upravenými Proteusy jako první létala G-ANBH, ostatní postavené Britannie přeletěly do Filtonu k přestavbám.
Až 1. února 1957 zahájila společnost BOAC s letouny Britannia pravidelnou dopravu cestujících. Let provedla G-ANBI s devadesáti pasažéry do Johannesburgu. Koncem léta 1957 vlastnil letecký přepravce BOAC 15 kusů Bristol Britannia Series 102 (12 902 až 12 916, G-ANBA až G-ANBO). K listopadu 1962 je BOAC vyřadila ze služby, poté většina z nich dolétala v roce 1969 u Britannia Airways, Eagle a BKS Air Transport (12 908, G-APPL a 12 912, G-ANBK). Poslední Britannia Series 312 z flotily BOAC byla stažena v roce 1964.
Prodloužený trup pro 73 až 139 cestujících měla obměna Bristol Britannia Series 300, která byla rovněž vyráběná u severoirské firmy Short Brothers and Harland Ltd. v Belfastu. Prototyp s označením Series 301 (G-ANCA) byl zalétán ve Filtonu 31. července 1957 a byl používán ke zkouškám motorů. Dva stroje pro Aeronaves de Mexico (XA-MEC, "Tenochtitlan", později "Acapulco" a XA-MED, "Tzintzuntzan") byly dodány v listopadu 1957 pod označením Series 302. První z mexických Britannií havarovala v dubnu 1966 poblíž Tijuany a druhá byla v roce 1968 prodána společnosti Transglobe Airways, kde byla v roce 1970 sešrotována. Stroje vyráběné v Belfastu nesly označení Series 305. První "třistapětka" (výrobní číslo 12 920, G-ANCD) byla přechodně natřena v barvách Cubana de Aviación, ve kterých absolvovala předváděcí turné po Latinské Americe, Kubě, Španělsku a Portugalsku. Poté byl stroj přestavěn na verzi Series 306 a pronajat izraelské El Al jako 4X-AGE.

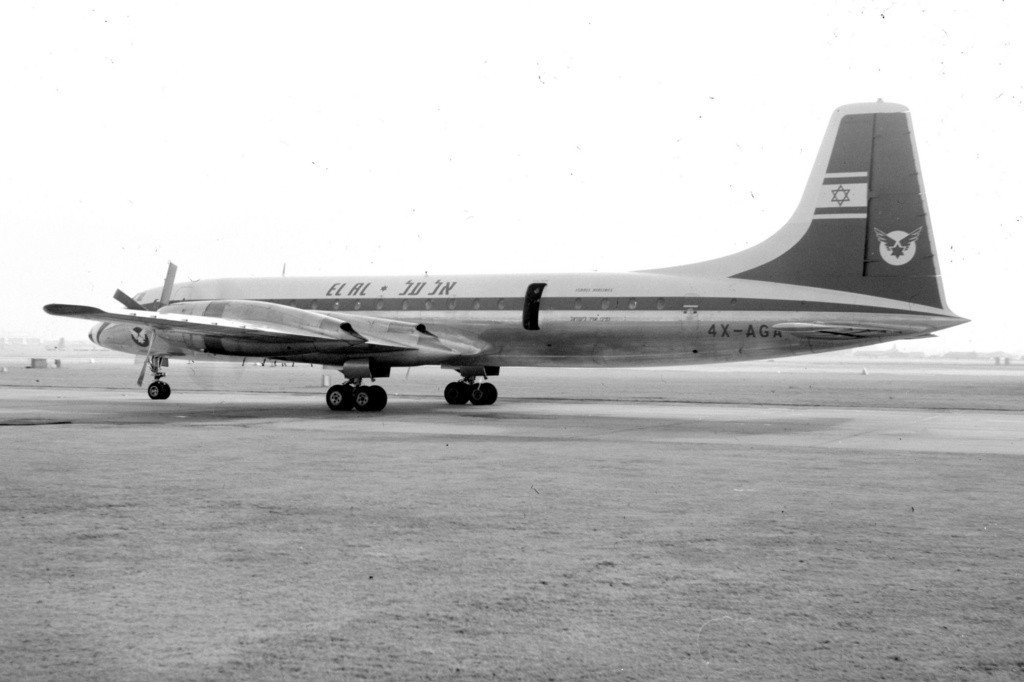
Bristol 175 Britannia 313, El Al, 4X-AGA, letiště London Heathrow

Iniciály Long Range (dlouhý dolet) nesla verze Bristol Britannia Series 300LR s velkým doletem, zvětšenou vzletovou hmotností a zesíleným podvozkem a potahem trupu. Variantu 300LR Bristol přeznačil na 310 a její subvarianty pak 311 pro prototyp (13 207, G-AOVA), 312 pro BOAC, 313 pro společnost El Al (13 232 až 13 234, 4X-AGA, -AGB-později odprodán Britsh United Airways, -AGC a 13 431, 4X-AGC) a 314 pro Canadian Pacific Air Lines (13 393 až 13 396, CF-CZA "Empress of Hong Kong" až -CZD, 13 428, CF-CZX a 13 453, CF-CZW), která stroje získala v roce 1958. Kubánská letecká společnost Cubana zakoupila celkem čtyři letouny Bristol Britannia Series 318 (13 432, CU-T668 a 13 433, CU-T669, 13 437, CU-T670 a 13 515 CU-T671).
Výroba byla ukončena dvěma letouny pro Canadian Pacific Air Lines (13 516, CF-CPD a 13 517, CF-CPE) pod označením Series 324. Společnosti CPAL byly pronajaty na 18 měsíců a dodány na podzim 1959. Poté se vrátily do Filtonu a po nezbytných úpravách prodány aerolinkám Cunard Eagle Airways (G-ARKA a G-ARKB-později u společnost Tellair).

## Služba u ČSA

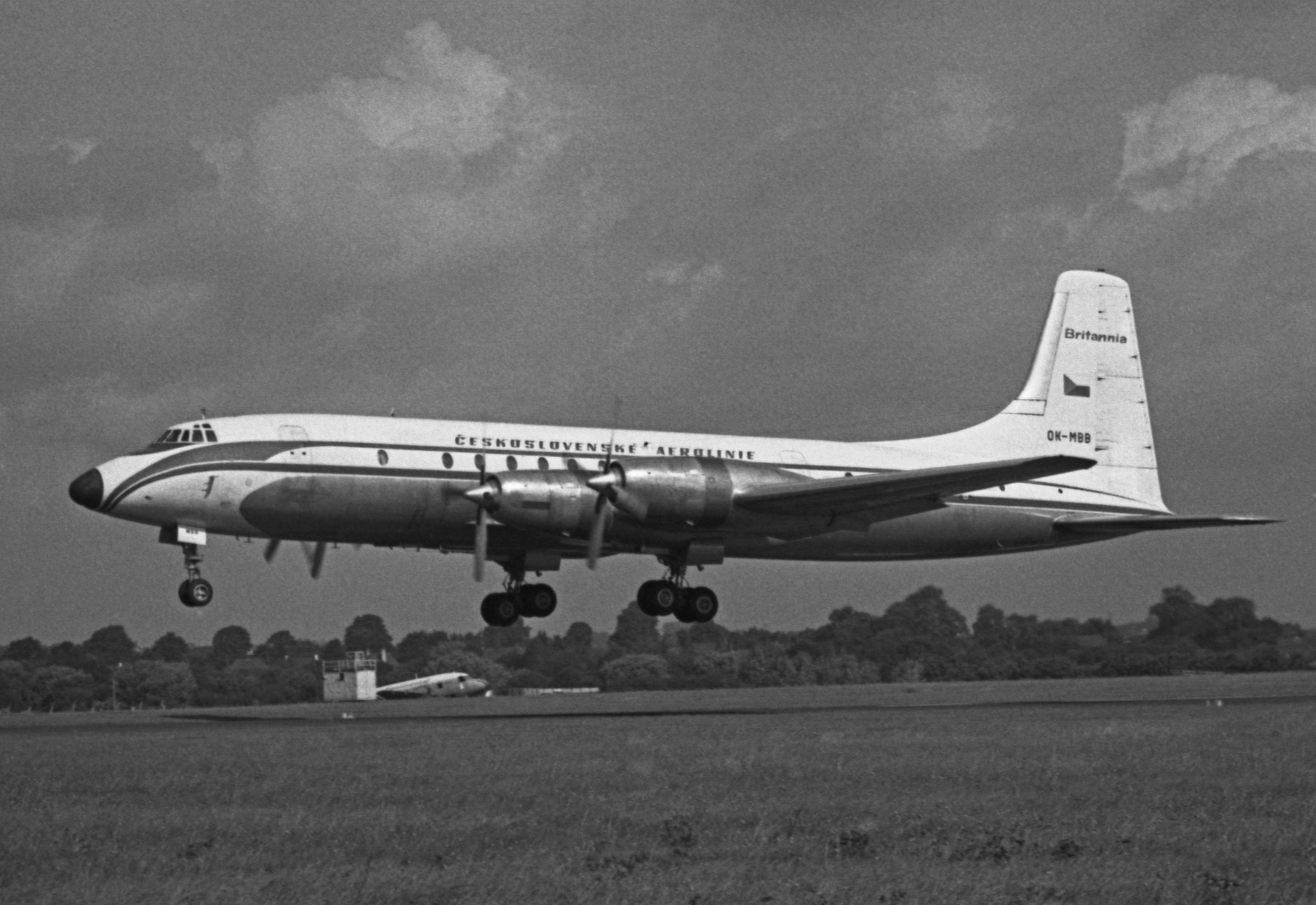
Bristol 175 Britannia 318, ČSA, OK-MBB, Southend, 1966

Dva letouny Britannia 318, pronajaté od kubánské společnosti Cubana de Aviación, užívaly od roku 1962 i Československé aerolinie, které s nimi létaly na Kubu. Jejich linka byla prvním leteckým spojením Kuby s Evropou a byla vedena přes irský Shannon a kanadský Gander. První Britannia (OK-MBA) patřila původně Eagle Airlines (G-APYY) a poté Cubaně (CU-T668). Do služby u ČSA vstoupila 3. února 1962 letem do Havany v barevném provedení ČSA pilotovaná leteckým inspektorem ČSA kapitánem Křupkou, ale už 28. února 1963 byla vrácena původnímu uživateli. Druhá Britannia (OK-MBB), původně stroj Cubany s registrací CU-T671, na lince létala ve zbarvení Cubany s československými doplňky od 7. května 1962 až do května 1969, poté byla na lince nahrazena typem Iljušin Il-62.
Součástí dohody mezi ČSA a Cubanou bylo i provádění větších prohlídek Britannií na Kubě. V případě, že se prohlídka protáhla, poskytovala kubánská strana pro linku Havana-Praha své letadlo. To vedlo k tomu, že posádky ČSA ve skutečnosti létaly se třemi Britanniemi, pravidelně dvěma registrovanými v československém rejstříku a občas se třetí registrovanou na Kubě. Mimo pravidelné linky do Havany provedly Britannie ČSA i několik zvláštních letů do Mexika.

## Bristol Britannia u RAF

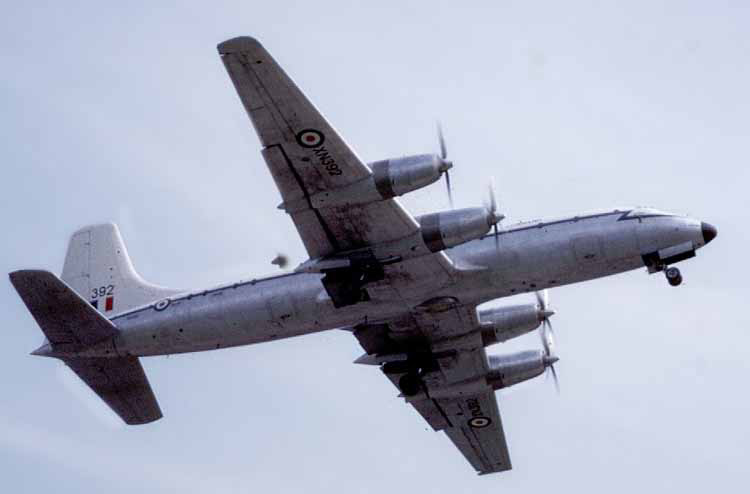
Bristol Britannia Acrux (XN392) Royal Air Force v roce 1964

Prototyp vojenské transportní verze byl zalétán v prosinci 1958. Britské vojenské letectvo odebralo dvacet kusů verze Series 253 pod označením Britannia C Mk.1, poháněné motory Proteus 255, což byla vojenská verze motoru Proteus 765 se vstřikem vody. Byly zařazeny k 99. a 511. peruti RAF a poslední kus britské letectvo převzalo v prosinci 1960 (XM497). Tři letouny Series 252 mělo vojenské označení Britannia C Mk.2, stroje měly zesílenou podlahu a rozměrná nákladová vrata. Velitelství Transport Command dva letouny převzalo na jaře 1959 (výrobní číslo 13 451, sériové číslo XN398-původně s civilní registrací G-APPF a 13 452, XN404, G-APPG). V říjnu byl dodán C Mk.2 výrobního čísla 13 450 se sériovým číslem XN392 s původní civilní registrací G-APPE. U RAF sloužily k výcviku posádek.

## Technické údaje

### Britannia 102

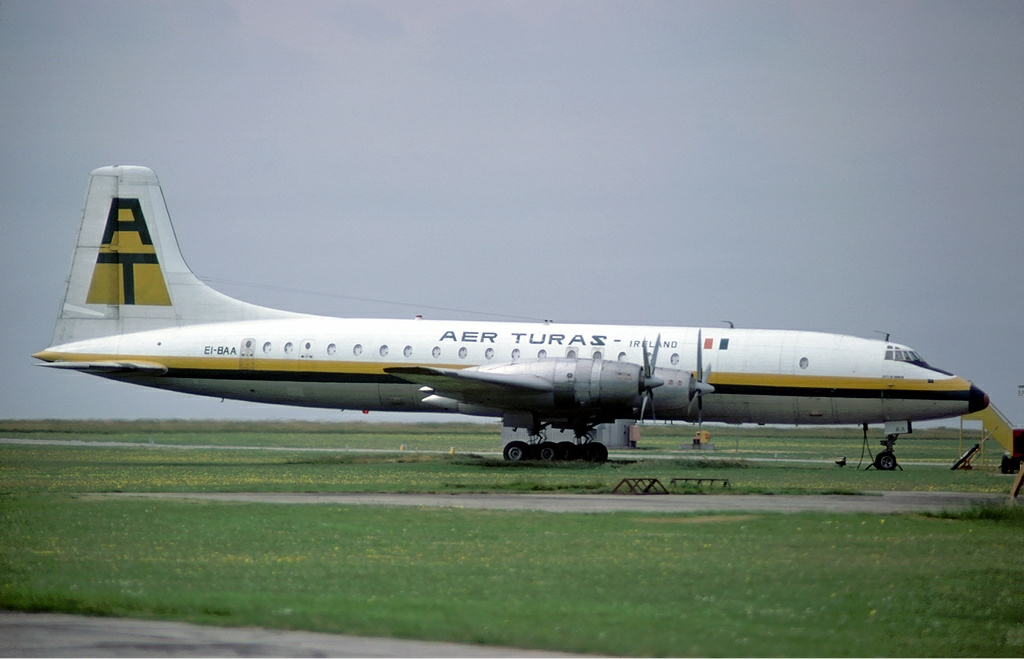
Bristol 175 Britannia 307F, Aer Turas, EI-BAA

- Počet cestujících: 61-90 (podle uspořádání kabiny)
- Rozpětí křídla: 43,36 m
- Délka: 34,75 m
- Nosná plocha: 192,70 m²
- Hmotnost prázdného letounu: 39 916 kg
- Vzletová hmotnost: 70 307 kg
- Max. rychlost: 623 km/h
- Cestovní rychlost: 571 km/h
- Dostup: 10 058 m
- Dolet: 4425-7371 km
- Pohon: 4 x turbovrtulový motor Bristol Proteus 705
- Výkon motoru: 2908 kW

### Britannia 302

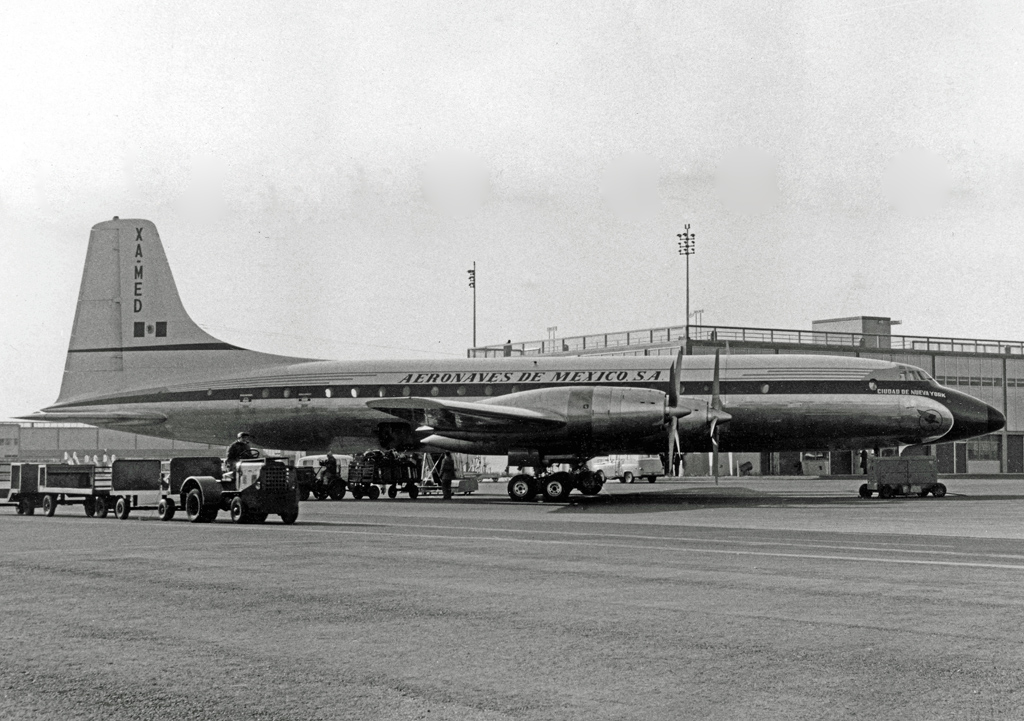
Bristol 175 Britannia 302, Aeronaves de Mexico, XA-MED, Letiště JFK, 1958

- Počet cestujících: 73-139 (podle uspořádání kabiny)
- Rozpětí křídla: 43,36 m
- Délka: 37,87 m
- Výška: 11,43 m
- Nosná plocha: 192,70 m²
- Hmotnost prázdného letounu: 41 957 kg
- Vzletová hmotnost: 83 915 kg
- Max. rychlost: 639 km/h
- Cestovní rychlost: 575 km/h
- Dostup: 10 515 m
- Dolet: 5625-7145 km
- Pohon: 4 x turbovrtulový motor Bristol Proteus 755
- Výkon motoru: 3072 kW

### Britannia 312

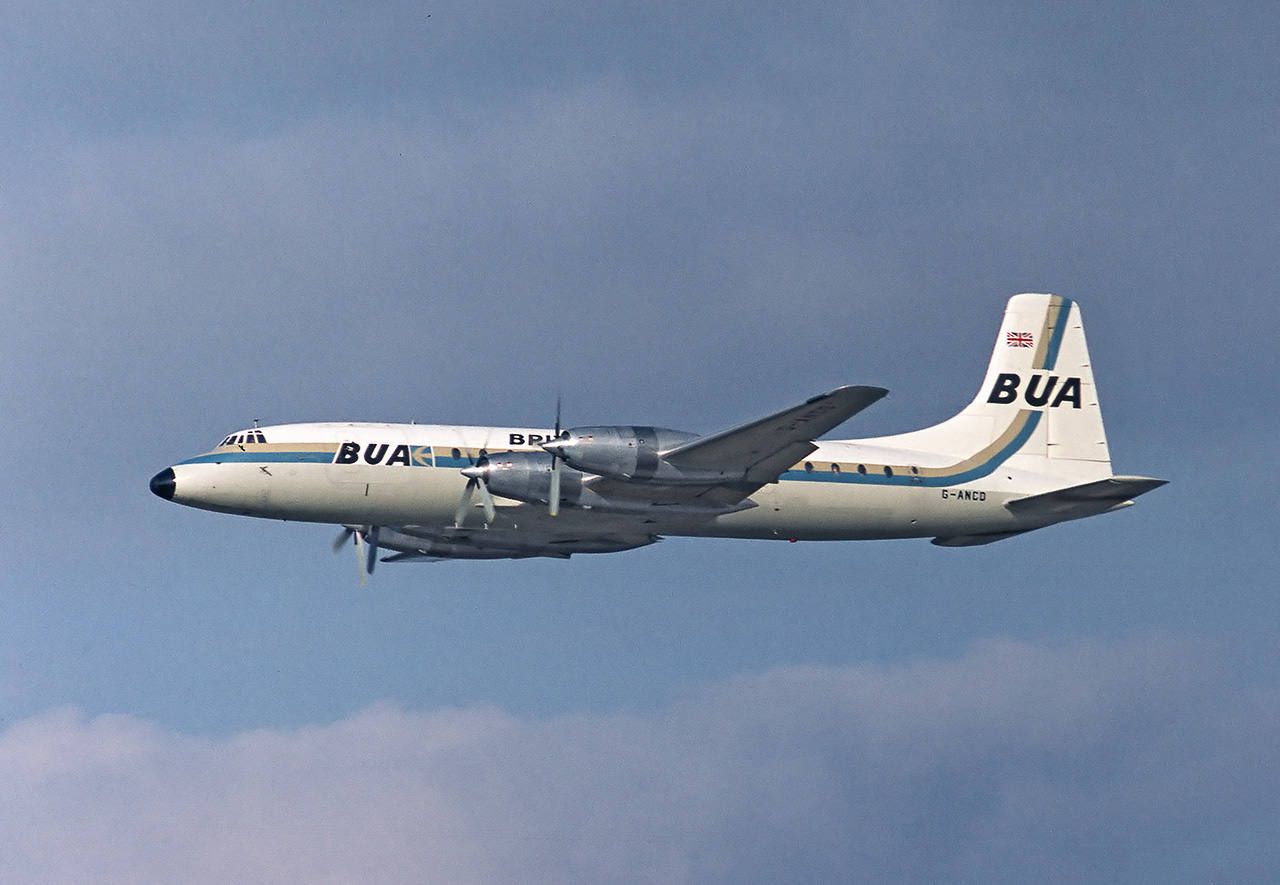
Bristol 175 Britannia 307, British United Airways, G-ANCD

- Počet cestujících: 82-139 (podle uspořádání kabiny)
- Rozpětí křídla: 43,36 m
- Délka: 37,87 m
- Výška: 11,43 m
- Nosná plocha: 192,70 m²
- Vzletová hmotnost: 83 915 kg
- Max. rychlost: 652 km/h
- Cestovní rychlost: 575 km/h
- Dostup: 10 668 m
- Dolet: 6872-8578 km
- Pohon: 4 x turbovrtulový motor Bristol Proteus 765
- Výkon motoru: 3315 kW

## Ostatní uživatelé
- Argentina (společnost Transcontinental, výrobní čísla 12 992, LV-GJB, původní G-ANCF a 12 923, LV-GJC, původní G-ARKB), Belgie, Burundi, Československo, Ghana (společnost Ghana Airways, 12 924, 9G-AAG původní G-ANCH, Series 309 a 13 207, 9G-AAH, původní G-AOVA, přestavěný na Series 319), Indonésie, Irsko, Izrael, Kanada, Keňa, Kuba, Libérie, Mexiko, Spojené arabské emiráty, Španělsko, Švýcarsko (společnost Globe Air, 13 232, HB-ITB a 13 431, HB-ITC), Zair

## Přehled verzí motorů Bristol Proteus

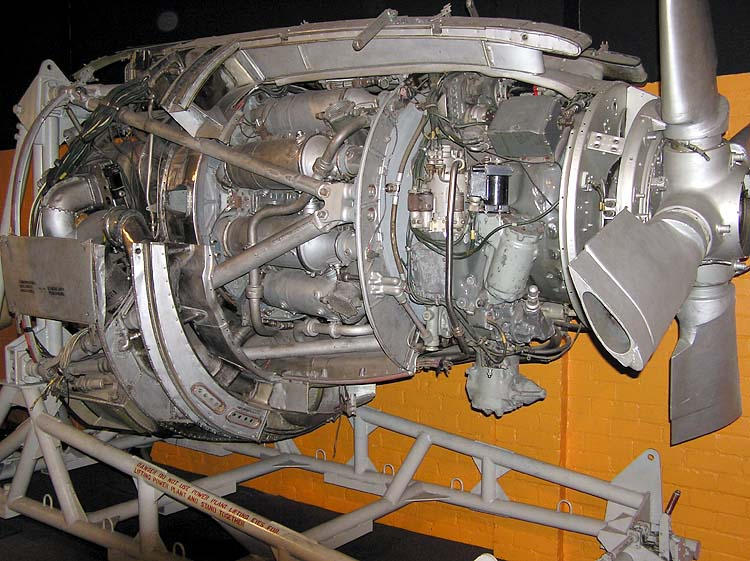
Motor Bristol Proteus

- 705, výkon 2866 kW, použit pouze na Britanniích verze 100
- 755, použit na verzích 300, 302, 307, 310, 313 a 314
- 756, americké označení motoru verze 755
- 757, shodný s 765, navíc vstřik vody, použit u verze 317
- 758, prodloužená životnost, použit u verzí 302, 306, 312, 313 a 314
- 761, motor 755 s upravenými a leštěnými lopatkami kompresoru s menší spotřebou paliva, použit u verzí 302, 312, 313 a 314
- 762, motor 758 se stejnými úpravami jako 761, použit u verzí 306, 307, 312, 313 a 314
- 765, motor 761 s prodlouženou životností, použit u verzí 252, 302, 312, 313, 318 a 324
- 766, americké označení motoru 765, použit u verze 318
- 255, vojenská verze motoru 765 se vstřikem vody, použit na verzích C Mk.1 a Mk.2